# Isaac Viciosa
Isaac Carlos Viciosa Plaza, né le 26 décembre 1969 à Cervatos de la Cueza, est un athlète espagnol spécialiste des courses de fond. 

## Palmarès
| Date | Compétition                    | Lieu      | Place | Épreuve       |
| ---- | ------------------------------ | --------- | ----- | ------------- |
| 1992 | Championnats d'Europe en salle | Gênes     | 4e    | 1 500 m       |
| 1994 | Championnats d'Europe          | Helsinki  | 2e    | 1 500 m       |
| 1995 | Championnats du monde en salle | Barcelone | 8e    | 3 000 m       |
| 1995 | Championnats du monde          | Göteborg  | 12e   | 1 500 m       |
| 1998 | Championnats d'Europe en salle | Valence   | 4e    | 3 000 m       |
| 1998 | Championnats du monde de cross | Marrakech | 11e   | Course courte |
| 1998 | Championnats du monde de cross | Marrakech | 4e    | Par équipes   |
| 1998 | Championnats d'Europe          | Budapest  | 1er   | 5 000 m       |
| 1998 | Coupe du monde des nations     | Barcelone | 2e    | 3 000 m       |
| 1999 | Championnats du monde          | Séville   | 13e   | 5 000 m       |
| 2001 | Championnats du monde          | Edmonton  | 14e   | 5 000 m       |
| 2002 | Championnats du monde de cross | Valence   | 14e   | Course courte |
| 2002 | Championnats du monde de cross | Valence   | 3e    | Par équipes   |

### Records personnels
- 800 m - 1 min 46 s 90 (1996)
- 1 500 m - 3 min 30 s 94(1998)
- Mile - 3 min 52 s 72(1994)
- 3 000 m - 7 min 29 s 34 (1998)
- 5 000 m - 13 min 09 s 63 (1998)
- 10 000 m - 28 min 26 s 75 (2003)